# Mednyánszky László (festő)

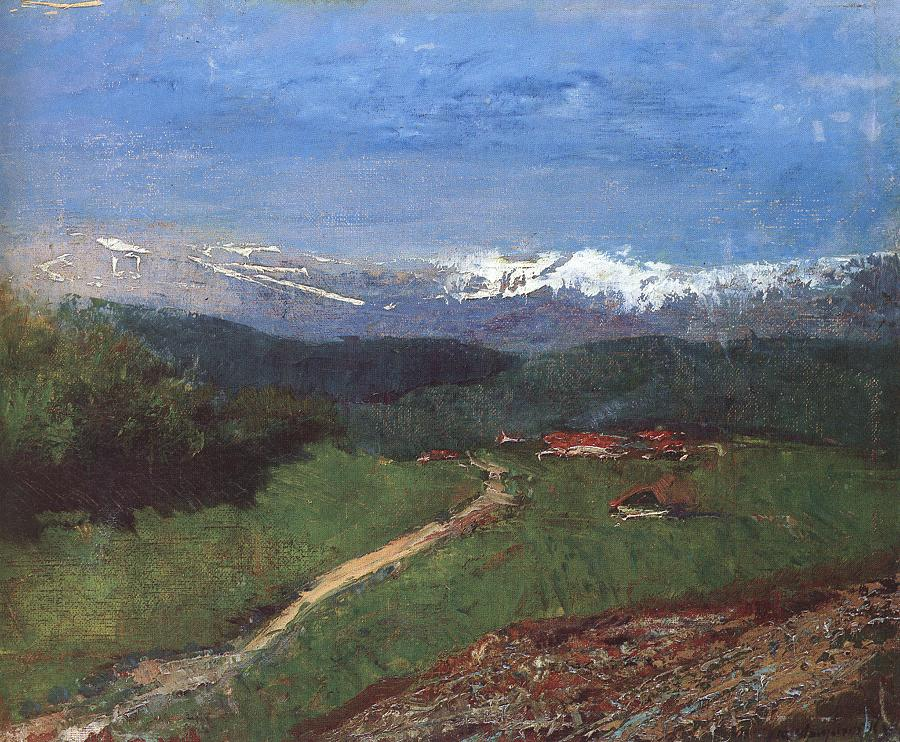
Alpesi tájkép (1900)

Báró aranyosmedgyesi Mednyánszky László József Boldizsár Euszták (Beckó, Trencsén vármegye, 1852. április 23. – Bécs, 1919. április 17.) magyar festő és grafikus.

## Életpályája
Az ősrégi magyar nemesi származású báró aranyosmedgyesi Mednyánszky család sarja volt. Apja, báró aranyosmedgyesi Mednyánszky Ede (1823-1895), anyja, szirmai és szirmabessenyői Szirmay Mária Anna (1823-1883) volt. Apai nagyszülei báró aranyosmedgyesi Mednyánszky József (1789-1868), császári és királyi kamarás, főhadnagy, és vhiri Richter Eleonóra (1798-1889) voltak. Anyai nagyszülei szirmai és szirmabessenyői Szirmay Boldizsár (1790-1856) és ózdi Sturmann Mária (1799–1831) voltak. Anyai dédapja, ózdi Sturman Márton (1757-1844), Gömör megyei birtokos, vasgyáros volt. Nagybátyja, Mednyánszky László honvédőrnagy, az 1848–49-es forradalom és szabadságharc egyik első vértanúja. Édesanyjának, Szirmay Mária Annának, az elsőfokú unokatestvére, fáradi Veres Pálné beniczei, micsinyei és pribóczi Beniczky Hermin Karolina (1815-1895) a magyar nőnevelés úttörője, az Országos Nőképző Egyesület alapítója volt.
Nagyőr hosszú időn át a Horváth-Stancsics, majd a szirmabesenyői Szirmay család birtoka volt. Ennek az ágnak az utolsó sarja, Szirmay Boldizsár, 1856-ban történt halála után a birtok és a kastély leánya, Szirmay Mária Anna férjére, Mednyánszky Edére szállt. A fiatal házasok, akiknek ekkor már két gyermekük, Mednyánszky László és húga Margit volt, 1861-ben költöztek át Beczkóról, miután a nagyőri kastélyt újították fel.
Münchenben, majd 1873–1877 között Párizsban tanult. Barbizonban Paál László társaságában festett. 1880-tól Bécsben és Beckón élt, felváltva. 1888-ban Budapesten aranyérmet kapott. 1888–1892 között Párizsban élt. Tájfestészete a barbizoni felfogásból indult, de örökös vándorlása során a természet alapos ismeretéből festői igényessége rendkívüli erejű műveket alkotott. A század vége felé az élet legszélső végein élők felé fordult. Nyaranta Nagyőrön dolgozott, de a Tátrától az Adriáig bejárt minden vidéket, ha arra felé vitt útja, szívesen elidőzött a szolnoki művésztelepen és a Nagyalföld más tájain is alkotott, ezért az alföldi festőkhöz is kapcsolják művészetét.
Képein túladva, pénzét a rászorulók közt szétosztva, a létminimum határán élt. A naplóját franciául és magyarul író báró, mély műveltségű művész, egész életét megkeserítő ízületi fájdalmai dacára, szüntelen gyalogos vándorutakon járt. Járványos betegeket ápolt, az 1879-es szegedi nagy árvíznél segített, a csavargóknak próbált megélhetést szerezni.
Vágó Pállal, Olgyay Ferenccel együtt jócskán besegített 1893–94-ben Feszty Árpádnak a „Magyarok bejövetele” c., azóta Feszty-körképként híressé vált történelmi képének megfestéséhez. Mind Vágó, mind Mednyánszky kitűnő alakábrázoló, Olgyay pedig jó tájfestő volt.
Képein rendkívüli lelki mélységben ábrázolja a magányt, a kiszolgáltatottságot. Kritikusait is megdöbbentette a borzongató realitás, ahogy a születéstől már végleg nyomorra ítélt embereket bemutatja. Csavargóképei egyre tömörebbek. Az első világháború csak drámaibb színtere volt a szenvedésnek és halálnak, harctéri rajzolóként bejárta Galíciát, Szerbiát és Dél-Tirolt mint a háborúról tudósító művészcsoport (Kunstgruppe) tagja. A társtalan, magányos művész a kor alapkérdéseire adott műveivel drámai választ. A harctéren megsebesült, nagy betegen, magányosan hunyt el bécsi műtermében.

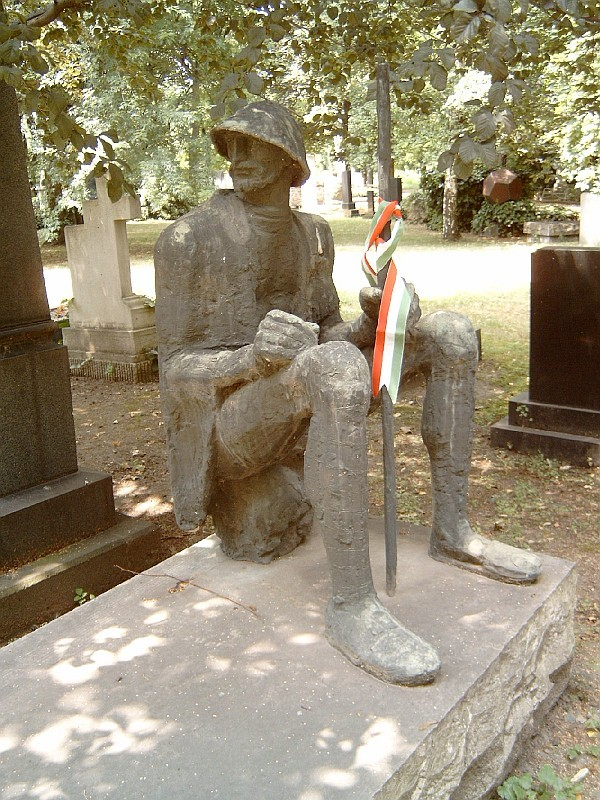
Mednyánszky László sírja Budapesten. Kerepesi temető: 34/2-1-43. Somogyi József alkotása

A budapesti Kerepesi temetőben helyezték örök nyugalomra.

## Munkásságának értékelése
Goyán kívül senki nem ábrázolta ilyen mélyen humánus lélekkel a háborút. Három fő csoportja van műveinek a műfajok szempontjából: tájképek, csavargóképek és katonaábrázolások. Az első világháború harctereiről rajzokban, festményekben készítette el naplóját. A 60 évén túli festő százával készítette háborús jegyzeteit, amelyekből képek lettek. A halottak álomba merültnek látszanak, az erdőszélt mint vadvirágok lepik el a katonasírok fehér keresztjei.
Mélységes humanizmussal ábrázolja az emberi esendőséget és kiszolgáltatottságot. Az emberi nyomorúság mélységeit majd csak Gorkij és Brecht drámái, egyes filmek és a szociofotósok hozzák felszínre a későbbiekben. Rendkívül termékeny alkotó volt, számos művét őrzi a Magyar Nemzeti Galéria Budapesten, s a szolnoki Damjanich János Múzeum. A Kecskeméti Képtárban külön kiállítóterem mutatja be a Mednyánszky képeket, a székesfehérvári Deák Gyűjtemény 12 festményét mondhatja magáénak, számos képét őrzi a Szlovák Nemzeti Galéria Pozsonyban, a nagyőri kastélyban is vannak képei, hisz 1883-ban, édesanyja halála után olykor ide vonult vissza, főleg nyaranként itt dolgozott. Számos műve került külföldre, például Londonba. Festményeinek, rajzainak száma a 3000-et bizonyára meghaladja, de lehet, hogy a 4–5 ezret is eléri.

## Emlékezete
1897-ben Párizsban volt gyűjteményes kiállítása. Nagy nehezen birkózik a monarchiabeli utókor ezzel a hatalmas és felbecsülhetetlen értékű hagyatékkal. A Szlovák Nemzeti Galériában az 1960-as években és 1990-ben rendeztek műveiből önálló kiállítást. 2003 októberében a Magyar Nemzeti Galériában mintegy 500 képét és grafikáját állították ki, ehhez a kiállításhoz mind a magyarországi, mind a szlovákiai múzeumok összeadták a képanyagot.
- A festészetének szellemiségét a Mednyánszky Társaság folytatja.

## Ismertebb művei (válogatás)

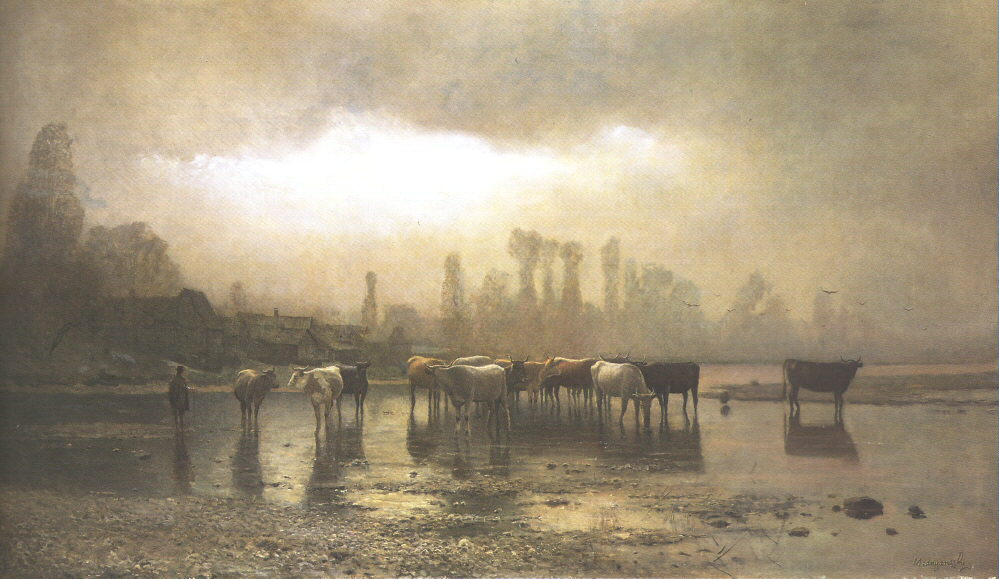
Itatás

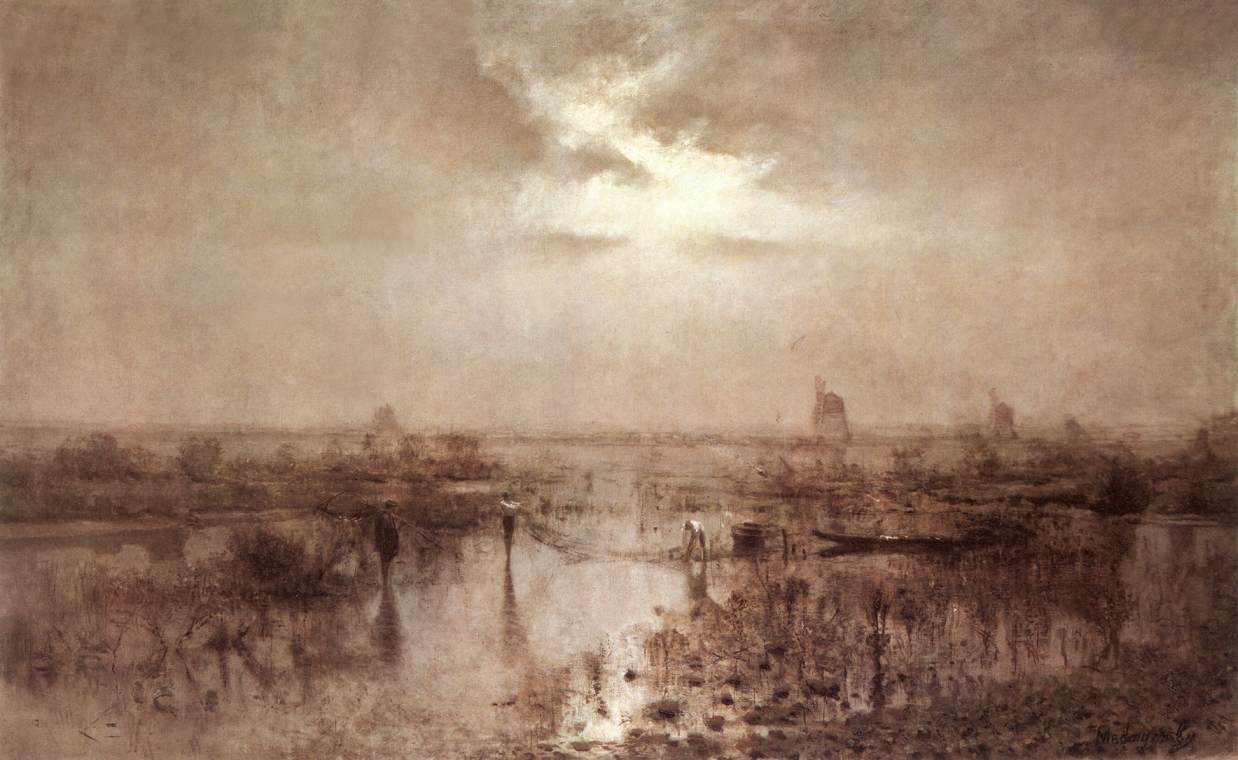
Tiszai halászat

- Varjak az itatón (1878) (Olaj, vászon, 38×55,5 cm ; Szlovák Nemzeti Galéria, Pozsony)
- Öreg csavargó (1880) (Olaj, fa 17,5×13 cm ; MNG, Budapest)
- Itatás (1880-as évek) (Olaj, vászon, 114×201 cm ; Magyar Nemzeti Galéria, Budapest)
- Tiszai halászat (1880-as évek) (Olaj, vászon, 153,5×49 cm ; Magyar Nemzeti Galéria, Budapest)
- Erdei út (1880-as évek első fele) (Olaj, vászon, 244×149 cm ; Szlovák Nemzeti Galéria, Pozsony)
- Kereszt alatt (1892) (Olaj, vászon, 34×50 cm ; MNG)
- Zúzmarás fák (c. 1892) (Olaj, vászon ; 36,5×29 cm ; MNG)
- Vaskapu (1890-95) (Olaj, vászon, 120×195 cm ; MNG)
- Hegyi tó (1895-99) (Olaj, vászon, 33×41,5 cm ; MNG)
- Ágrólszakadt (1898 után) (Olaj, vászon, 120×140 cm ; Kecskeméti Képtár)[10]
- Két fej (c.1900) (Olaj, vászon, 35,5×43,5 cm ; Damjanich János Múzeum, Szolnok)
- Alpesi tájkép (c. 1900) (Olaj, vászon, 28,3×34,5 cm ; MNG)
- A cattarói öböl (1900-as évek eleje) (Olaj, vászon, 95×114,5 cm ; MNG)
- Domboldal tavasszal (kis tájkép) (1903-04) (Olaj, vászon, 24,5×31,5 cm ; MNG)
- Elesett orosz katona (1914–18), (Olaj, vászon, 42,5×52,5 cm ; Kecskeméti Képtár)
- Katonák (1914-18) (Olaj, vászon, 34,5×50 cm ; magántulajdonban)
- Vonuló foglyok (1914-18 (Olaj, szén, vászon, 80×100 cm ; JPM, Pécs)
- Erdő széle fejfákkal (1914-18) (Olaj, vászon 100×72 cm ; magántulajdonban)

## Képgaléria

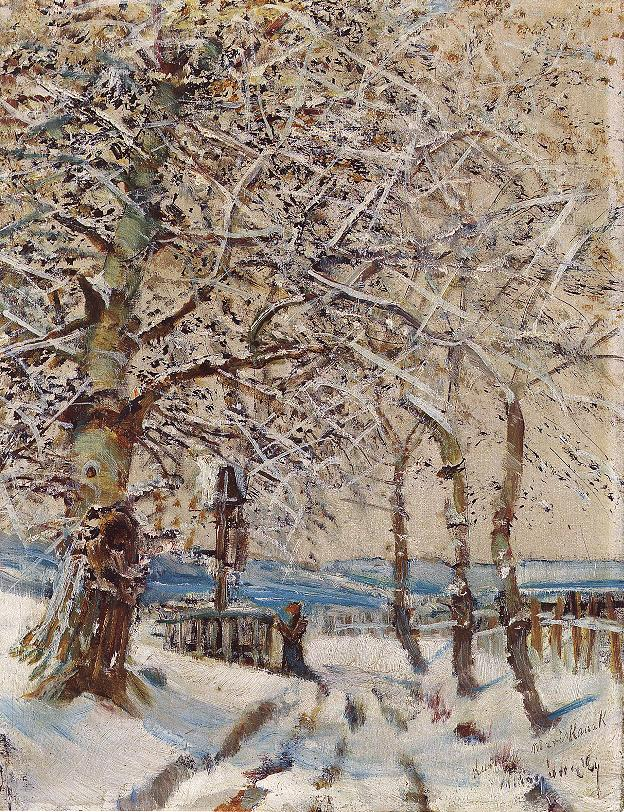
Zúzmarás fák (1892)
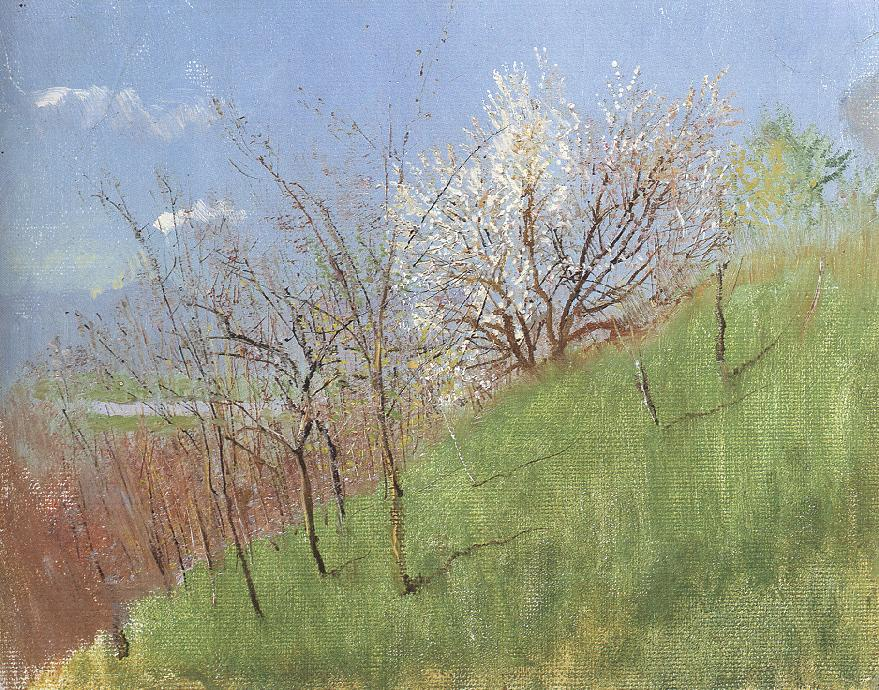
Domboldal tavasszal (1903–04)
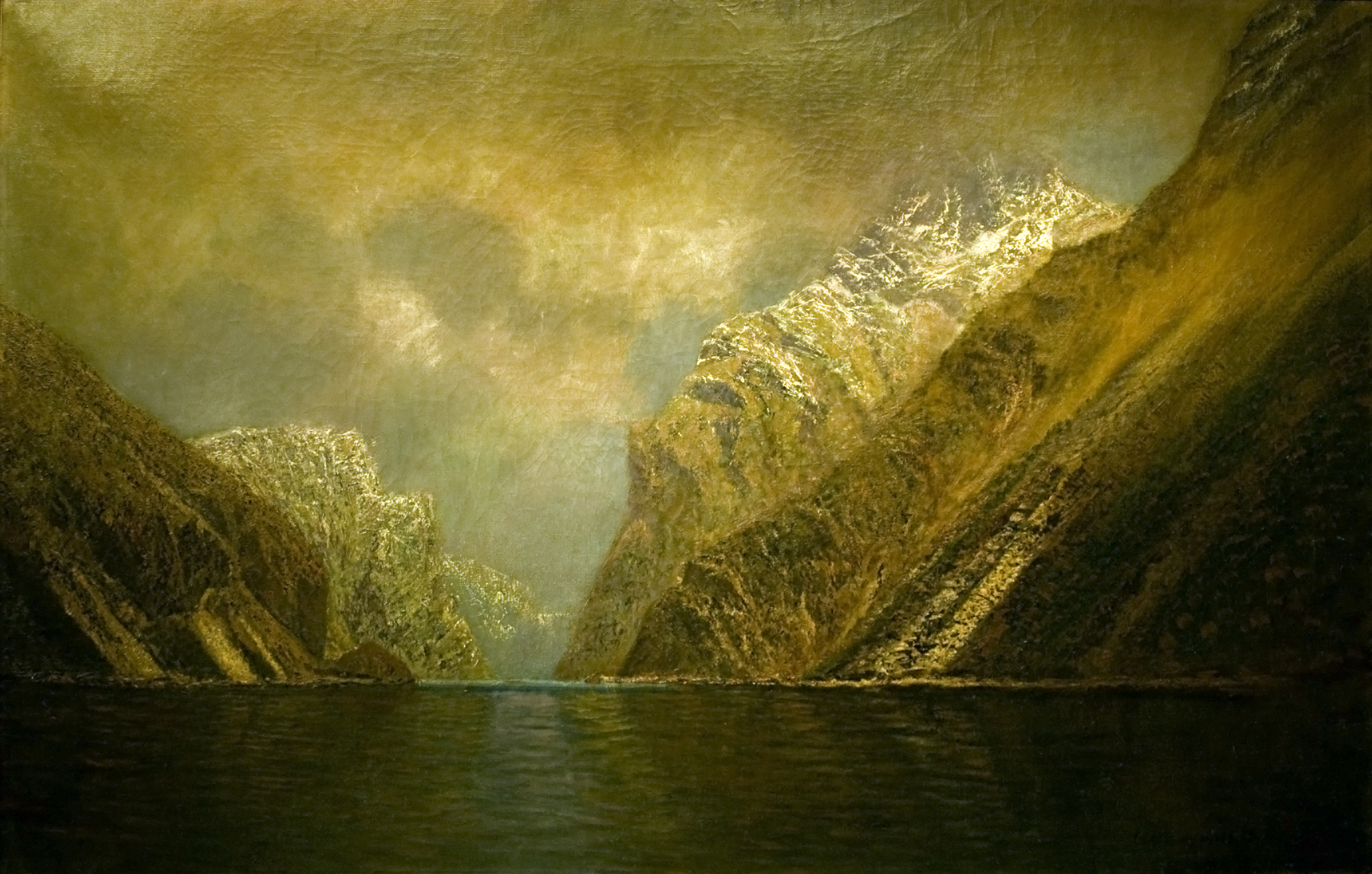
Vaskapu (1890–95)
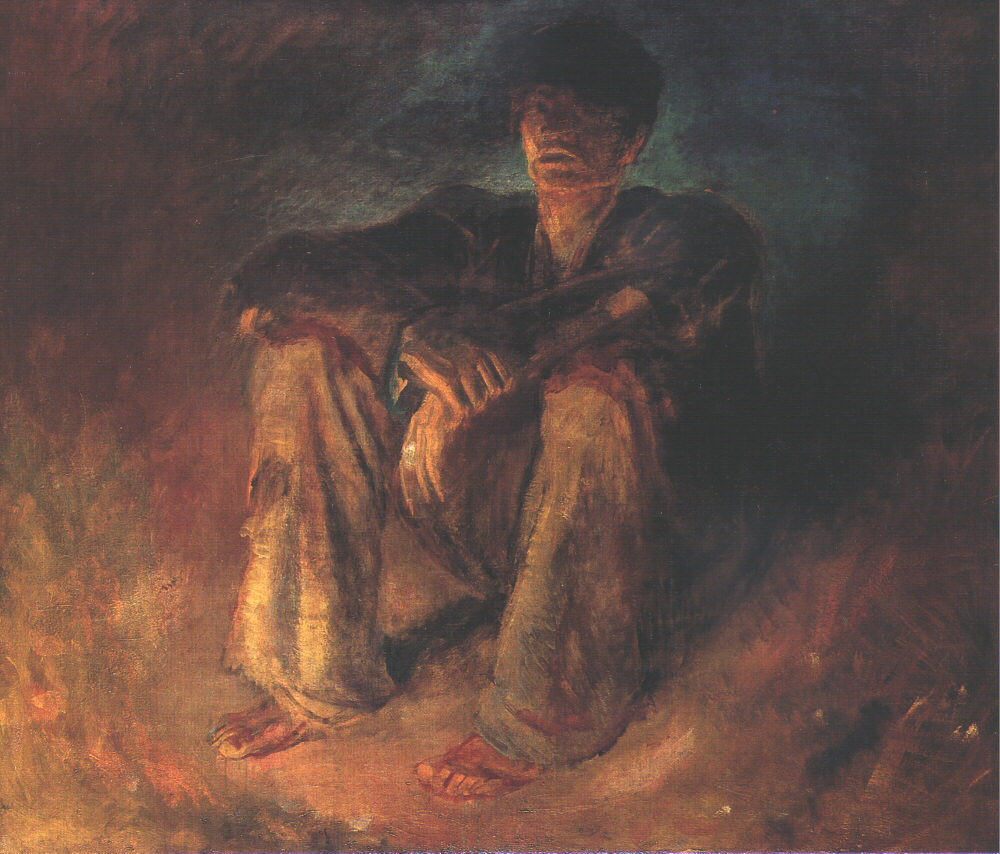
Ágrólszakadt (1898 után)
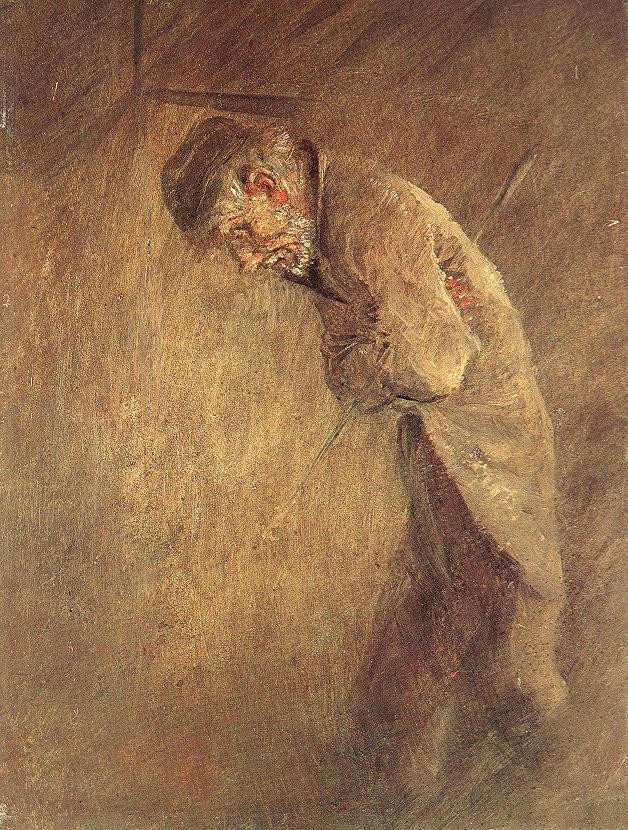
Öreg csavargó (1880 k.)
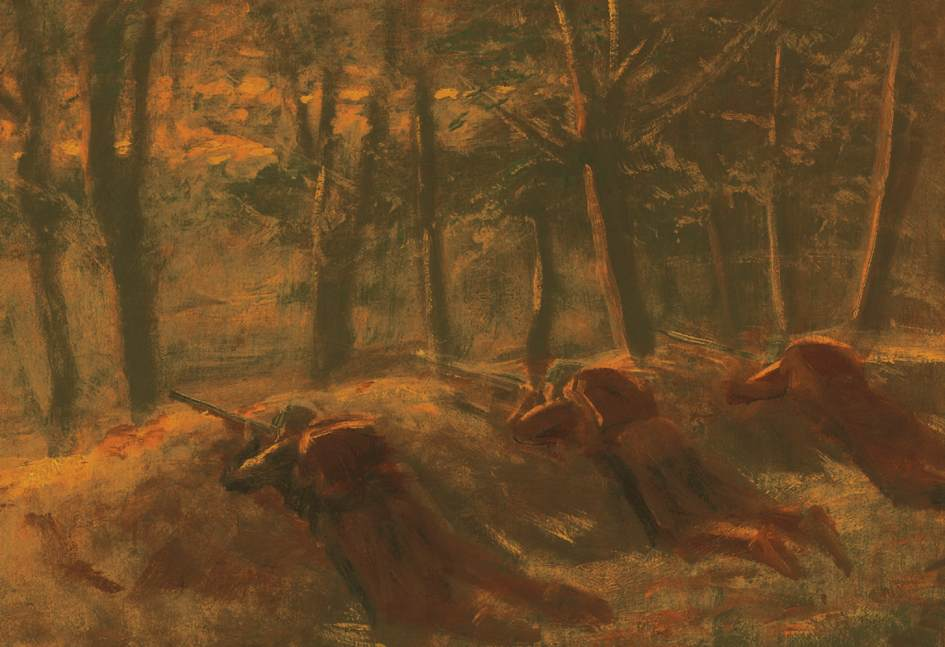
Katonák (1914–18 k.)
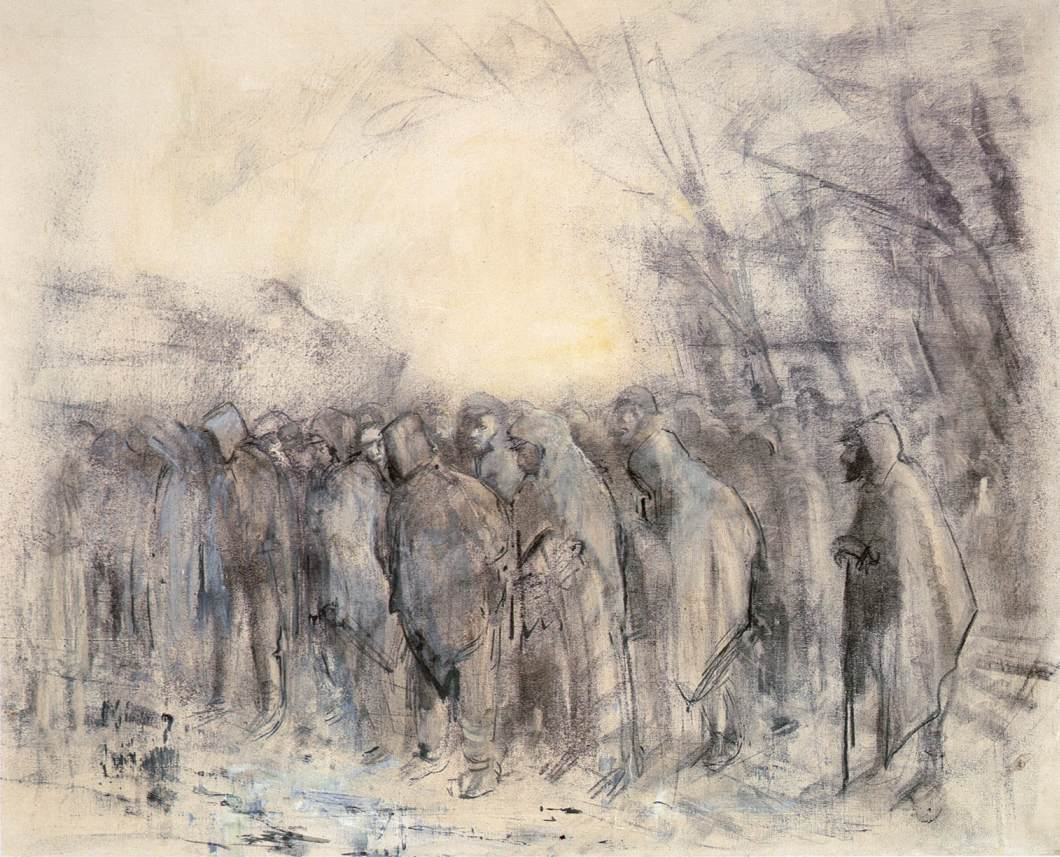
Vonuló foglyok (1914–18)
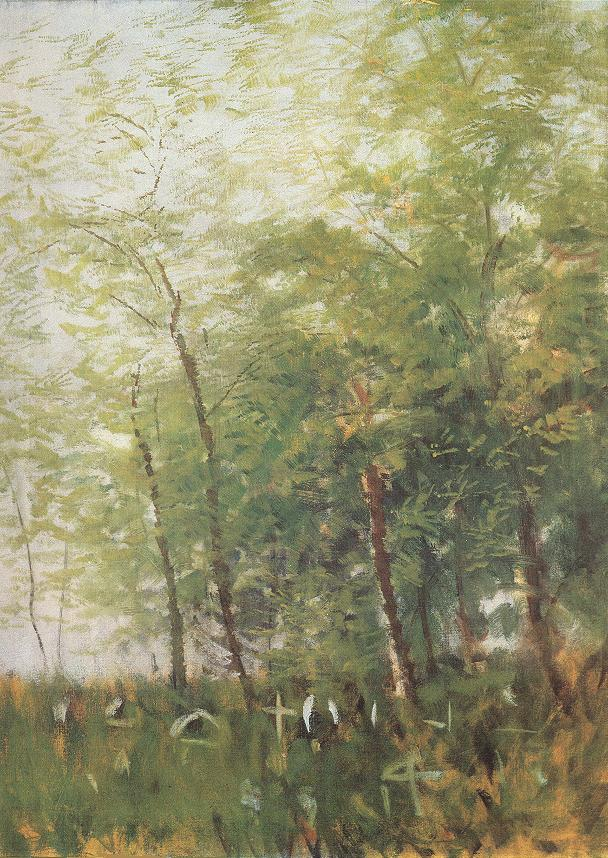
Erdő széle fejfákkal (1914–18)